# Victoria (Arkansas)
Victoria è un comune degli Stati Uniti d'America, situato in Arkansas, nella contea di Mississippi.